# ゆうきとも
ゆうきとも（1969年3月7日 - ）は、日本のマジシャン。岩手県生まれ。
マジックの中でもクロースアップマジックやメンタルマジックを得意としている。
1992年の世界マジックシンポジウムin東京におけるクロースアップコンテスト1位、2004年の第14回厚川昌男賞などの受賞歴がある。
1998年、2000年にはUGM社、フォーサイト社よりそれぞれ『ワイズワークス』『トランプの友』というレクチャービデオのシリーズを発売している。また2005年には月刊のレクチャーDVDシレーズ『monthly Magic Lesson』（略称mML）を創刊した。

## 著書・作品集

### 著書
- 『アッというまにマジシャンになれる本』　KAWADE夢文庫、2006年。
- 『人はなぜ簡単に騙されるのか』　新潮新書、2006年。
- 『一瞬で相手をリードするマジック心理術』　かんき出版、2007年。
- 『コミュニケーション力が身に付くクロースアップマジック23』　小学館、2007年。
- 『たのしいマジック』　偕成社、2010年。
- 『アッというまにマジシャンになれる本（イラスト図解版）』　河出書房新社 、2011年。
- 『ウケる手品』　ちくま新書、2011年。
- 『あなたにもできる！メンタル・マジックで奇跡を起こす本』　KAWADE夢文庫、2012年。
- 『キミにも、できる！マジック　プロの秘密』　河出書房新社、2015年。

### 作品集
- 『ゆうきとものクロースアップ・マジック』　カズ・カタヤマ著、東京堂出版、2007年。